# Bukit Ketibung
Bukit Ketibung är ett berg i Indonesien.   Det ligger i provinsen Aceh, i den västra delen av landet, 1 600 km nordväst om huvudstaden Jakarta. Toppen på Bukit Ketibung är 465 meter över havet, eller 236 meter över den omgivande terrängen. Bredden vid basen är 4,3 km.
Terrängen runt Bukit Ketibung är varierad.Runt Bukit Ketibung är det mycket glesbefolkat, med 3 invånare per kvadratkilometer. Omgivningarna runt Bukit Ketibung är en mosaik av jordbruksmark och naturlig växtlighet.